# Lotten
Cette page présente le prénom Lotten ainsi que ses variantes.
Cette page présente le surnom Lotten ainsi que ses variantes.
Lotten est un prénom et surnom féminin finnois, norvégien et suédois.

## Prénom
- Lotten Andersson (en) (née en 1950), nageuse olympique suédoise
- Lotten Sjödén (en) (née en 1994), biathlète suédoise
- Pour l'ensemble des articles sur les personnes portant ce prénom, consulter :
  - la liste des articles dont le titre commence par ce prénom
  - les listes produites par Wikidata : Liste des personnes de prénom « Lotten » — même liste en incluant les éventuels prénoms composés qui contiennent « Lotten ».

## Surnom
- Lotten Edholm (en) (1839-1930), compositrice suédoise
- Lotten von Düben (en) (1828-1915), photographe amateure suédoise
- Lotten von Kræmer (1828-1912), femme de lettres et philanthrope suédoise
- Lotten Wennberg (en) (1815-1864), philanthrope suédoise